# Edward H. Kraus
Edward Henry Kraus (* 1. Dezember 1875 in Syracuse, New York; † 3. Februar 1973 in Ann Arbor) war ein US-amerikanischer Mineraloge und Kristallograph.

## Leben
Kraus hatte deutschstämmige Eltern und studierte an der Syracuse University mit dem Bachelor-Abschluss 1896 und dem Master-Abschluss 1897. Danach war er zwei Jahre bei Paul Heinrich von Groth an der Universität München, wo er 1901 promoviert wurde und sich in Geologie, Optik, Mineralogie und Chemie weiterbildete. Danach war er wieder in Syracuse an der Universität und ab 1902 als Leiter des Science Department an der Syracuse Central High School. 1903 wurde er Assistant Professor und 1908 Professor und Leiter des Mineralogischen Labors an der University of Michigan. Neben seiner Professur hatte er verschiedene administrative Aufgaben an der Universität; unter anderem war er 1915 bis 1933 Dekan der Sommerschule (Summer Session), 1923 bis 1933 Dekan des College of Pharmacy und 1933 bis 1945 Dekan des College of Literature, Science and the Arts. 1945 emeritierte er. 
Er war wesentlich an der Gründung der Mineralogical Society of America 1919 beteiligt. Außerdem war er zertifizierter Gemmologe und ein Pionier im Studium der Härtevariationen bei Diamanten und organisierte 1941, 1942 und 1945 Symposien über Diamanten.
Kraus war auch in der Pharmazie aktiv, von 1930 bis 1940 im US-Komitee zur Revision der US Pharmacopeia (dem US-amerikanischen Gegenstück zum deutschen Arzneibuch) und 1926 Präsident der American Association of Colleges of Pharmacy. 1952 wurde seine Promotion an der Universität München erneuert.
Edward Kraus war seit 1902 mit Lena Margaret Hoffman verheiratet und hatte einen Sohn, John D. Kraus, Professor an der Ohio State University.

## Schriften
- Essentials of Crystallography, Ann Arbor 1906
- Descriptive Mineralogy, Ann Arbor 1911
- mit Walter Fred Hunt: Tables for the Determination of Minerals, McGraw Hill 1911, 2. Auflage 1930
- mit W. F. Hunt: Mineralogy, an introduction to the study of minerals and crystals, McGraw Hill 1920, 4. Auflage 1951, 5. Auflage mit Lewis Stephen Ramsdell 1959
- mit E. F. Holden: Gems and Gem Materials, McGraw Hill 1925, 5. Auflage mit C. B. Slawson 1947

## Ehrungen und Mitgliedschaften
Kraus war 1920 Präsident der Mineralogical Society of America und später deren Ehrenpräsident. Er war 1920 Präsident der Michigan Academy of Science und Mitglied der American Association for the Advancement of Science. Er war Ehrenmitglied der Deutschen Mineralogischen Gesellschaft und der Deutschen Gesellschaft für Edelsteinkunde.
1920 und 1934 wurde er Ehrendoktor der Syracuse University.
Ein von William F. Foshag 1931 beschriebenes Mineral erhielt ihm zu Ehren den Namen Krausit.
1945 erhielt er die Roebling Medal.